# 家发镇
家发镇，是中华人民共和国安徽省芜湖市南陵县下辖的一个乡镇级行政单位。

## 行政区划
家发镇下辖以下地区：
联三村、麻桥村、石峰村、永林村、官塘村、盛桥村、马山村、滨玉村、花元村、龙山村和茶林村。